# Saint-Romain-au-Mont-d'Or
Saint-Romain-au-Mont-d'Or este o comună în departamentul Rhône din sud-estul Franței. În 2009 avea o populație de 1.039 de locuitori.

## Evoluția populației
| An        | 1975 | 1982 | 1990 | 1999 | 2006  | 2009  |
| --------- | ---- | ---- | ---- | ---- | ----- | ----- |
| Populație | 742  | 919  | 904  | 948  | 1.093 | 1.039 |